# Котловина Макарова
Котлови́на Мака́рова (также известен как бассейн Макарова) — подводная котловина в Северном Ледовитом океане, между хребтами Ломоносова и Менделеева (поднятие Альфа).
Глубина до 3940 м. Дно покрыто илом. В западной части сильно расчленена. Отрог хребта Ломоносова отделяет котловину Макарова от котловины Подводников.
Открыта советскими исследователями в 1950 году. Названа в честь русского океанографа и полярного исследователя Степана Осиповича Макарова.
Как показывают геологические исследования, котловина образовались в результате погружения коры, поверхность которой первоначально располагалась вблизи уровня моря. История развития погружения в котловинах резко отлична от типичного развития погружения во времени, характерного для океанической коры, образовавшейся на оси спрединга.